# Henri Biva

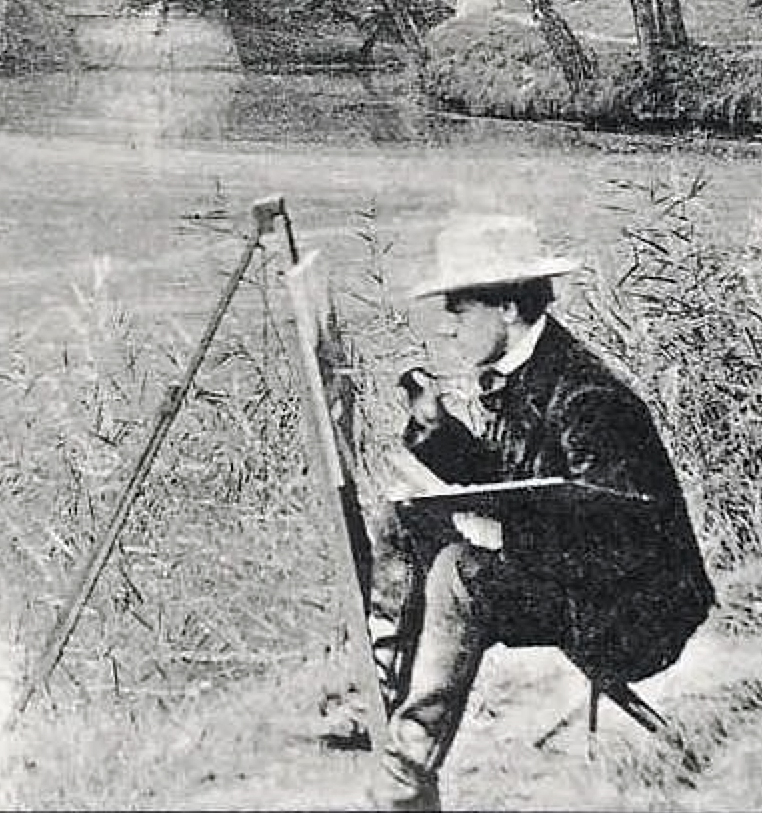
Henri Biva in Villeneuve l’Etang, Fotografie um 1903

Henri Biva, (geboren am 23. Januar 1848 in Montmartre; gestorben am 2. Februar 1929 in Paris), war ein französischer Maler. Der vor allem für seine Landschaftsgemälde bekannte Künstler stand zunächst unter dem Einfluss der Maler der Schule von Barbizon und näherte sich später dem Naturalismus an.

## Leben
Henri Biva kam 1848 in der seinerzeit noch selbständigen Gemeinde Montmartre zur Welt. Sein aus dem elsässischen Mülhausen stammender Vater Charles Biva hatte sich 1845 als Zeichner in Montmartre niedergelassen und dort eine Tapetenfabrik begründet. Henri und sein jüngerer Bruder Paul Riva arbeiteten zunächst ebenfalls als Zeichner im väterlichen Unternehmen. Beide begannen danach eine Ausbildung als Maler und auch Pauls Sohn Lucien Biva übte später diesen Beruf aus. Nach seinem Militärdienst begann Henri Biva 1873 sein Studium an der Pariser École des beaux-arts, wo die Maler Léon Tanzi und Alexandre Nozal zu seinen Lehrern gehörten. Beide Künstler übten nachhaltigen Einfluss auf Henri Biva aus, die wie ihr Schüler sehr detailreiche Naturbilder schufen. Zudem besuchte er Kurse an der Académie Julian bei William Adolphe Bouguereau, Jean-Joseph Benjamin-Constant und Jules-Joseph Lefebvre.
Bei Biva finden sich häufig in akademischer Feinmalerei ausgeführte Landschaften an einem See oder Wasserlauf mit üppiger Vegetation, aber auch einige Blumenstillleben. Mit diesen Motiven hatte er beim Publikum Erfolg und konnte mit dem Verkauf der Bilder seinen Lebensunterhalt bestreiten. 1879 stellte er zwei Werke im Salon de Paris aus. Darüber hinaus beteiligte er sich an den Ausstellungen der Société des Artistes Français, wo er 1892 eine lobende Erwähnung erhielt und 1895 mit einer Medaille dritter Klasse sowie 1896 mit einer Medaille zweiter Klasse ausgezeichnet wurde. Für seine Beteiligung an der Pariser Weltausstellung 1900 erhielt er eine Bronzemedaille. Im selben Jahr wurde er zum Ritter der Ehrenlegion ernannt.

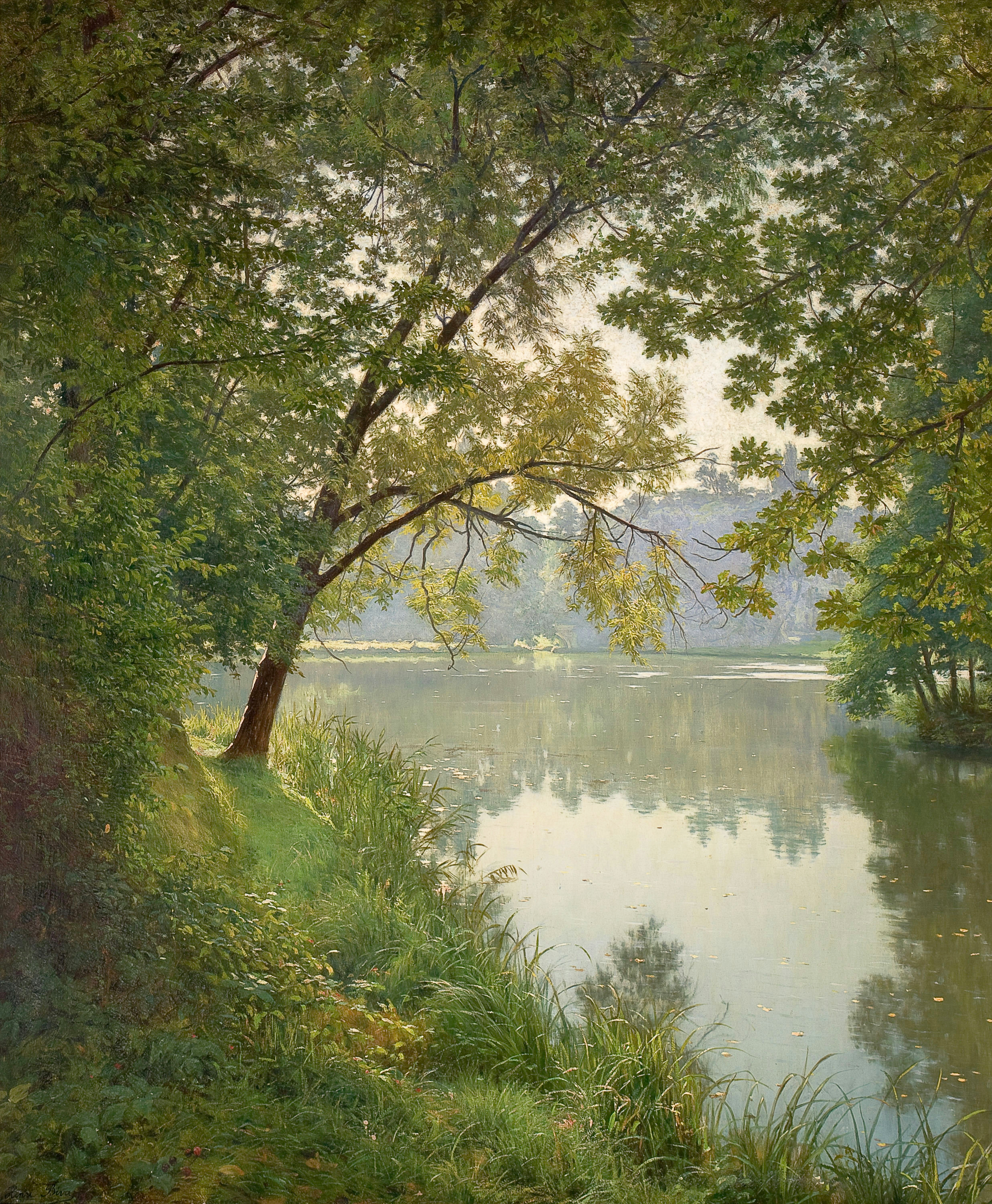
Matin à Villeneuve
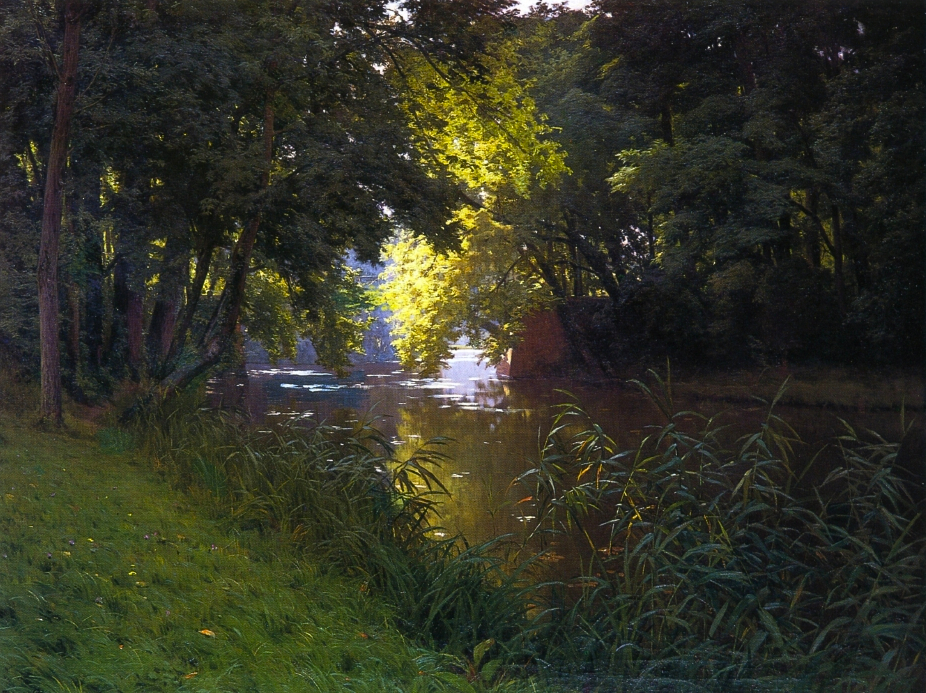
Près de la rivière
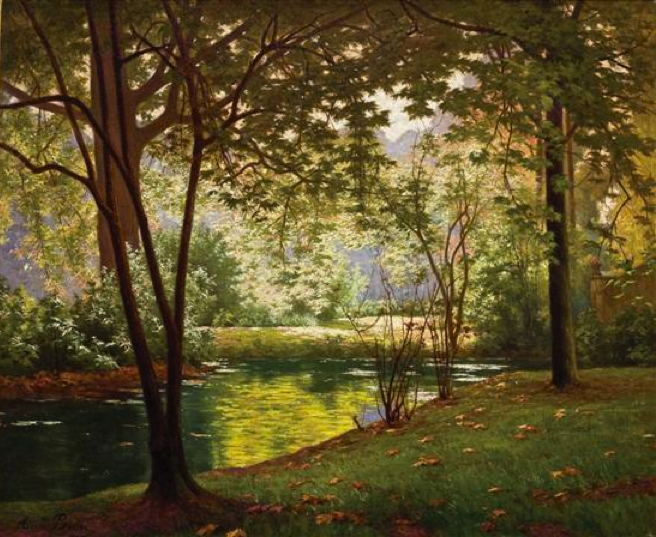
Bord de rivière ensoleillé
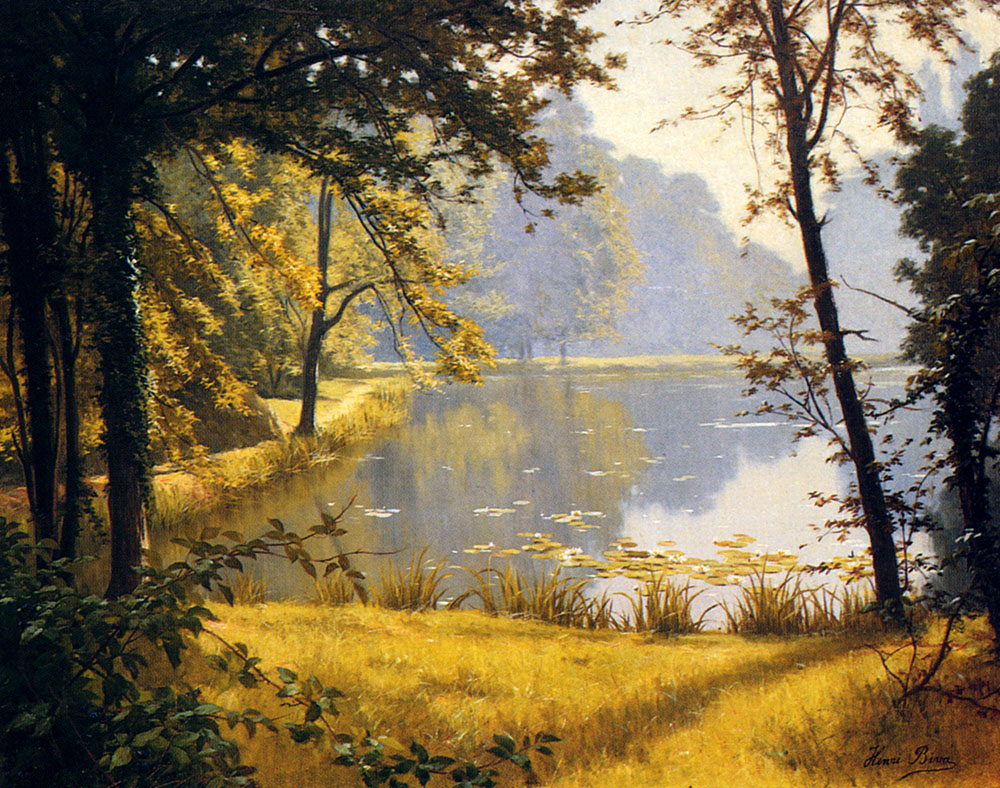
Ein Seerosenteich
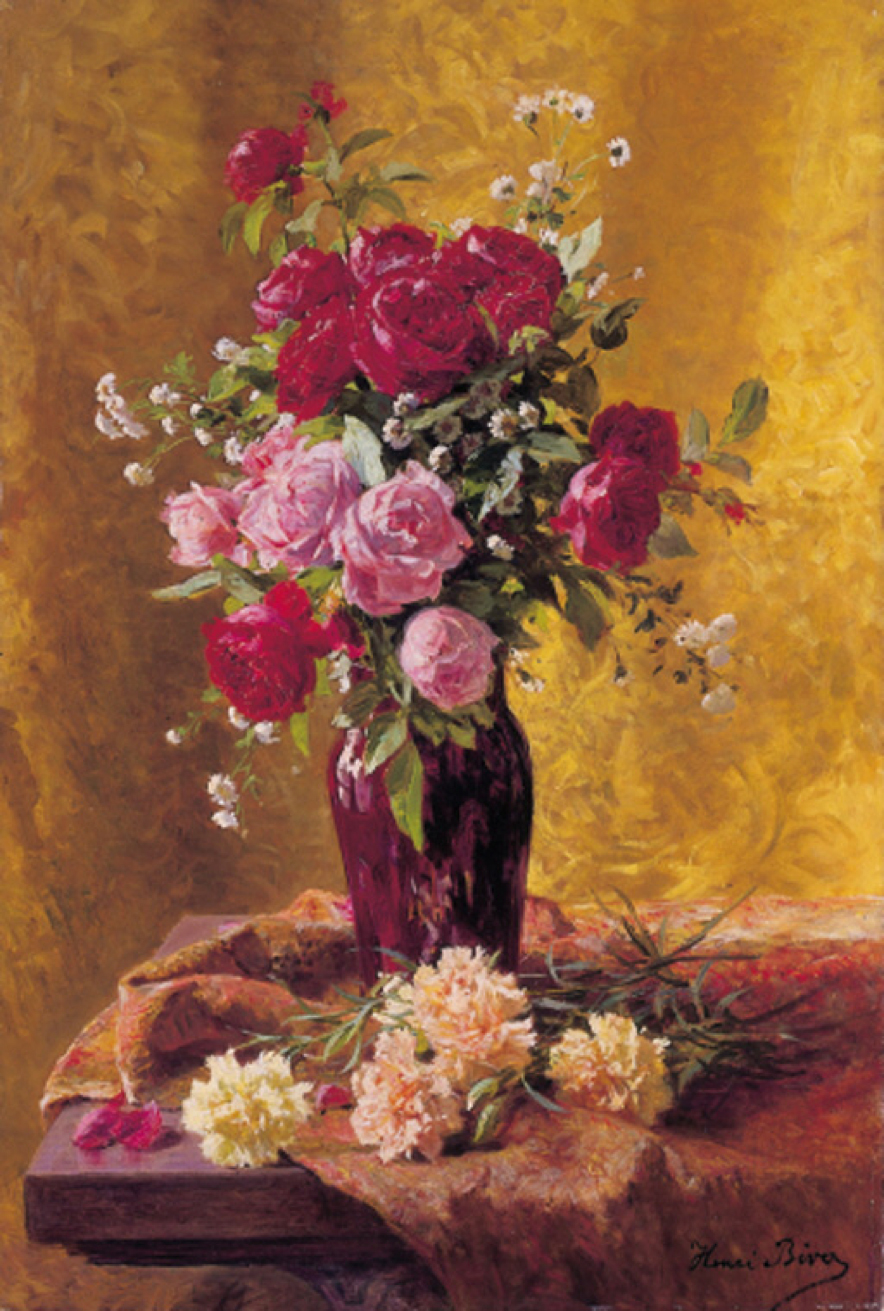
Stillleben mit Rosen in einer Vase und Nelken auf einem Tisch
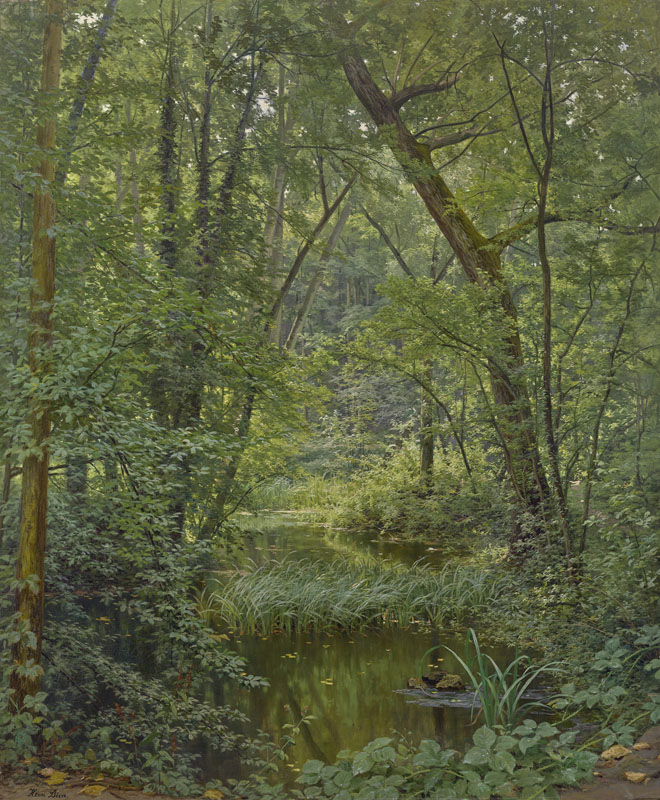
Ein Teich im Wald

## Werke in öffentlichen Sammlungen
- Après le coucher du soleil. Musée Baron Gérard, Bayeux[4]
- Ein Teich im Wald. Kunsthalle Bremen[5]